# Língua tshangla
Tshangla, também chamada Sharchop, Menba e Monpa, é a linguagem das etnias Sharchop11 e Monpa (Memba) da pluralidade étnica do Butão, sendo os principais grupos pré-tibetano  (pré-Dzongka) desse país

## Escrita
Tshangla é tradicionalmente uma linguagem somente verbal e não tem estatuto oficial em qualquer país. Quando escrito por falantes nativos, é mais frequentemente usado o alfabeto tibetano, no entanto, gramáticos criaram uma romanização para sua transcrição.

## Fonologia
Abaixo, se vê uma tabela dos sons consoantes Tshangla consoantes de acordo com Andvik (2010). Fonemas não-nativos, entre parênteses, são contrastados apenas marginalmente com sons nativos: / ɬ / é muitas vezes nativized a / l /, / dz / se / z / e / ʑ / se / y /
|                |                | Labial    | Alveolar    | Retroflex  | Palatal    | Velar     | Glotal  |
| -------------- | -------------- | --------- | ----------- | ---------- | ---------- | --------- | ------- |
| Aproximante    | Aproximante    | w /w/ ཝ   |             |            | j /y/ ཡ    |           | h /h/ ཧ |
| Nasal oclusiva | Nasal oclusiva | m /m/ མ   | n /n/ ན     |            | ɲ /ny/ ཉ   | ŋ /ng/ ང  |         |
| Plosiva        | Surda          | p /p/ པ   | t /t/ ཏ     | ʈ /tr/ ཏྲ   |            | k /k/ ཀ   |         |
| Plosiva        | [Aspirada      | pʰ /ph/ ཕ | tʰ /th/ ཐ   | ʈʰ /thr/ ཐྲ |            | kʰ /kh/ ཁ |         |
| Plosiva        | Sonora         | b /b/ བ   | d /d/ ད     | ɖ /dr/ དྲ   |            | ɡ /g/ ག   |         |
| Africada       | Surda          |           | ts /ts/ ཅ   |            | tɕ /tsh/ ཆ |           |         |
| Africada       | Sonora         |           | (dz /dz/ ཛ) |            | dʑ /j/ ཇ   |           |         |
| Fricativa      | voiceless      |           | s /s/ ས     |            | ɕ /sh/ ཤ   |           |         |
| Fricativa      | Sonora         |           | z /z/ ཟ     |            | (ʑ /zh/ ཞ) |           |         |
| Lateral        | Surda          |           | (ɬ /lh/ ལྷ)  |            |            |           |         |
| Lateral        | Sonora         |           | l /l/ ལ     |            |            |           |         |
| Vibrante       | Vibrante       |           | r /r/ ར     |            |            |           |         |

A tabela acima descreve as consoantes isoladas. Encontros consonantais se limitam a concoante + R, com exceção da sílaba  prese início. Grupos consoante na posição de ataque estão limitados a consoante mais / r /, com a excepção de a sílaba / pɕi /, usada somente em  dois contextos. Esse grupo / pɕi / é usado apenas nas palavras de "quatro "(/ pɕi /) e"  em flatulência "(/ pɕi p ʰ ULE /). Posições intervocálicas de início aspirado, tais como  / p ʰ / / t ʰ / e / k ʰ / resultam em suavização para / ɸ /, / θ / e / x / ou / h /, respectivamente, com algumas exceções. Consoantes em final de sílaba estão limitadas a / p /, / t /, / k /, / s /, / m /, / n / e / n /
As vogais Tshangla vogais aparecem abaixo, seguindo Andvik (2010). Vogais entre parêntesis estão em palavras não-nativos herdadas da língua tibetana (Dzongk), e da forma litúrgica arcaica dessa língua clássica. Vogais anteriores não nativas e arredondadas podem ser tornadas nativas nessa mesma forma.
|         | Anterior        | Anterior    | Central | Posterior   |
| ------- | --------------- | ----------- | ------- | ----------- |
|         | Não arredondada | Arredondada |         | Arredondada |
| Fechada | i /i/ ི          | (y /ü/ ུ)    |         | u /u/ ུ      |
| Média   | e /e/ ེ          | (œ /ö/ ོ)    |         | o /o/ ོ      |
| Aberta  |                 |             | a /a/   |             |

Grupos vocálicos nativos do léxico Tshangla são / ai / e / au /, e em contextos derivados / oi / e / ui / também aparecem (por exemplo, um final verbal: / bu-i /, tomar  imp. Nesses contextos nativos, final / i / e / u / são pronunciadas como se fossem / y / ou / w /, respectivamente. Em estrangeirismos / iu / e / eu / raramente aparecem e tendem a ser percebidos / iwu / e / ewu /, respectivamente.

## Tons
A maioria dos dialetos do Tshangla não fazer distinções lexicais de acordo com o Tom, porém, a linguagem em geral sofre um processo de “tonogênesis”.  Alguns dialetos, como os de Central Monpa e Padma-bkod substituíram contrastes surdos em sonoros com uma distinção de entre tom alto e baixo, respectivamente.

## Gramática
Tshangla apresenta substantivos, adjetivos, advérbios e verbos, sendo que a ordem das palavras geralmente SOV (sujeito-objeto-verbo). Sua morfologia é de língua aglutinativa, embora a maioria do léxico Tshangla sem marcação tenha somente uma ou duas sílabas. Os substantivos são organizados em frases nominais com cabeça-primeiro ou cabeça-no fim. Demonstrativos, cláusulas relativas e frases genitivas precedem os substantivos, enquanto os marcadores de definitividade, número, tópico, foco, caso, e outras partículas seguem o substantivo.
Enquanto adjetivos compreendem uma categoria lexical distinta, algumas palavras adjetivas são gramaticalmente substantivos. Esta dicotomia é complicada por cláusulas relativas igualmente comuns que funcionam como adjetivos. Por exemplo,  dukpu  waktsa ‘meios’ (o)  ‘pobres’  ‘criança’  e waktsa  dukpu  ‘ meio (a ) “ criança que é pobre . No entanto, algumas combinações são estritamente substantivo, adjetivo.
Tshangla é um anáfora zero, com duas características outras características notáveis. Primeiro: Verbos multi-valentes perdem os objetos mesmo que os mesmos não sejam perceptíveis pelo contexto, com isso modificando sua transtividade (tornando-se intrasitivos). Em outras situações nas quais  o argumento é importante topicamente, um pronome impessoal “zero” é usado. Em outros casos, os pronomes pessoais são amplamente utilizados e os vemos abaixo:
|    | Singular | Dual     | Plural |
| -- | -------- | -------- | ------ |
| 1p | jang     | a-ching  | ai     |
| 2p | nang     | na-ching | na     |
| 3p | ro       | da-ching | rokte  |

Quando os pronomes são seguidos por números, plurais não é utilizado (por exemplo, ro nyiktsing, "os dois deles").
casos gramaticais nominais incluem Absolutivo, Nominativo, Agentivo – Ergativo(Instrumental) (- gi), Genitivo (- bis), Ablativo (- gai), e Dativo/Locativo  (- ga). Esses sufixos sofrem ensurdecimento em certas circunstâncias.
Os verbos são geralmente transitivos e a  transitividade de alguns verbos corresponde a distinções lexicais:yekpa significa "falar" em um sentido transitivo, mas "para ser chamado de" no sentido intransitivo. Da mesma forma, lekpe significa "gostar" em um sentido transitivo, mas "ser bom" no sentido intransitivo, com o agente suprimido.
Os verbo de ligação (verbos de ligação), os quais têm muitas formas, são usados extensivamente na marcação dos  verbos Tshangla. Os verbos são marcados de forma diferente, dependendo se eles são predicados (finito) ou cláusulas relativas, ou ainda particípio passado (não finito). Apenas os verbos finitos se apresentam com conjugação gramatical, enquanto várias formas não-finitas assumem outros sufixos. Advérbios aparecem como sufixos sobre as formas verbais não-finais e participiais.
Negação de adjetivos, substantivos e verbos assume diferentes formas. Partículas frase-finais incluem interrogativos e não-declarativos e marcadores de humor.

## Dialetos
Os dialetos Tshangla dialetos representam um continuum centrado em torno da cidade de Trashigang, cujo dialeto é considerado por falantes Tshangla como o de maior prestígio. As diferenças entre os dialetos não impedem a inteligibilidade mútua, e muitos estrangeirismos vêm através de do Tibetano Clássico .
Em Arunachal Pradesh, o  Tshangla é falado na área Dirang de Kameng] Oeste. Aí, o dialeto é, chamado "Central Monpa", sendo faladao por cerca de 6 mil pessoas. Mais falantes de dialetos Tshangla vivem em Kathmandu, Darjeeling e Assam
Em Butão, o Tshangla é praticamente idêntico ao Cāngluò () do sudeste do Tibete, também chamado de "Motuo Monpa". No condado Bome do Tibete, anteriormente conhecido como Padma-bkod ou Pemako, há ainda restos dessas comunidades Tshangla separadas por centenas de quilômetros.